# 卡拉韋利省

卡拉韋利省（西班牙語：Provincia de Caravelí），是秘魯的省份，位於該國南部阿雷基帕大區，首府是卡拉韋利，始建於1935年2月22日，面積13,139平方公里，2005年人口31,477，人口密度每平方公里2.4人。